# Cisia Wola
Cisia Wola [pronunciación en polaco: /ˈt͡ɕiɕa ˈvɔla/] es un pueblo ubicado en el distrito administrativo de Gmina Książ Wielki, dentro del Condado de Miechów, Voivodato de Pequeña Polonia, en Polonia del sur. Se encuentra aproximadamente a 3 kilómetros al suroeste de Książ Wielki, a 10 kilómetros al noreste de Miechów, y a 42 kilómetros al norte de la capital regional Cracovia.
El pueblo tiene una población de 200 habitantes.